# Villa romana di Bocca di Magra
La villa romana di Bocca di Magra è una villa marittima, a terrazze digradanti costruita in posizione panoramica lungo il pendio del monte Caprione sulla riva destra del fiume Magra. Il sito archeologico è nel comune di Ameglia, in provincia della Spezia.

Unica insieme alla villa del Varignano nel levante ligure, ospitò probabilmente i poeti Stazio e Persio che ne cantarono la bellezza.

## Storia
(Persio VI, 6-9)
Situata di fronte al porto di Luni e con vista sulle Alpi Apuane, la villa è stata edificata nel I secolo a.C. e poi successivamente modificata fino al IV secolo.
È una delle ville romane di età augustea che si trovano lungo tutto il versante tirrenico. Ville dell'aristocrazia o dell'alta borghesia romana, spesso dotate di impianti marittimi e termali propri, dedicate agli otia, le voluptates e amoenitates come descritto dagli scrittori latini.

## Descrizione

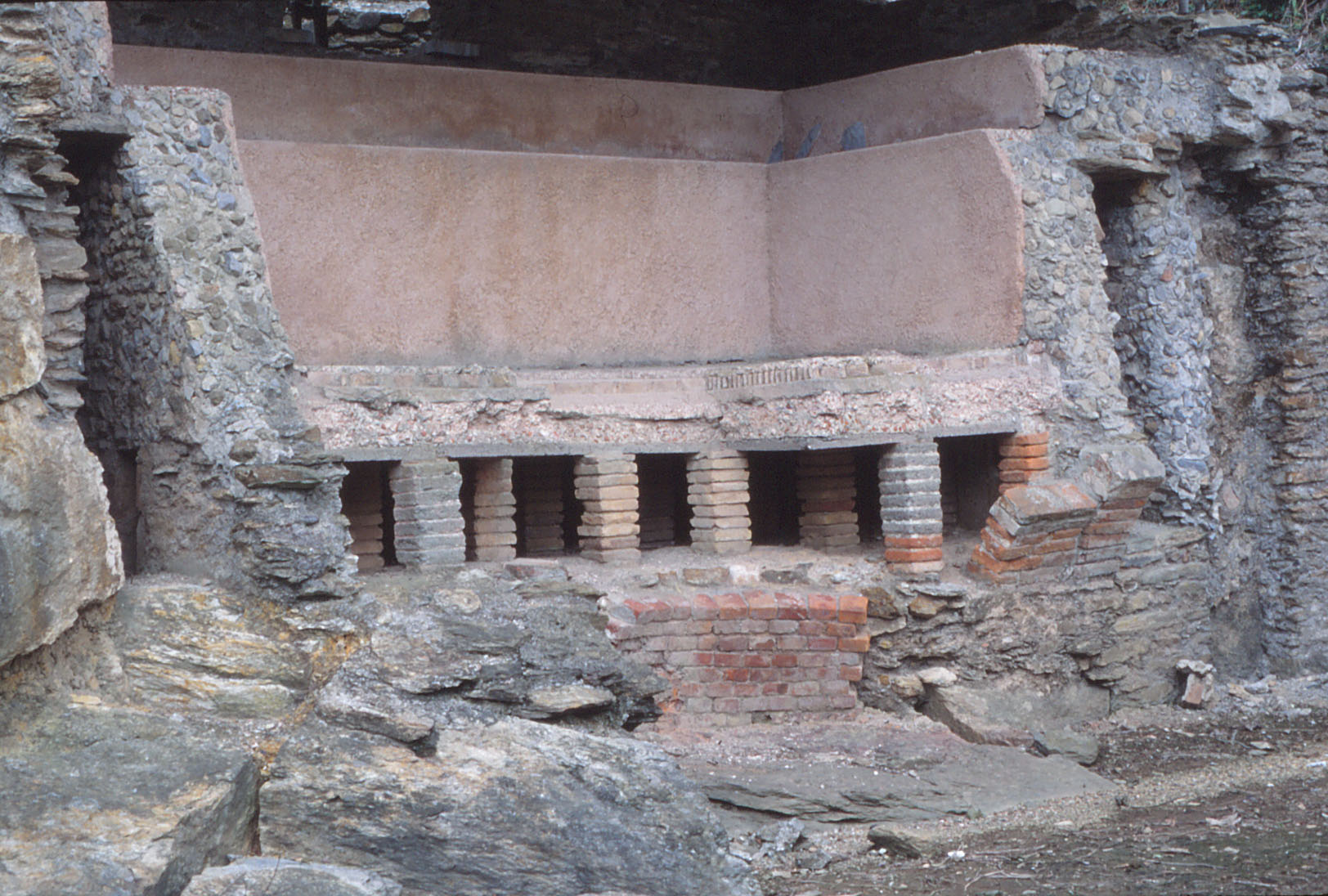
Il forno e il calidario

La villa ha un impianto architettonico molto articolato per raccordare i diversi livelli digradanti verso il mare dell'edificio, con porticati, terrazze, scale e corridoi. 
Le murature più antiche sono in pietra mentre i rifacimenti più tardi sono costruiti con materiale di recupero (laterizi e marmorei) e con malta povera di calce. 

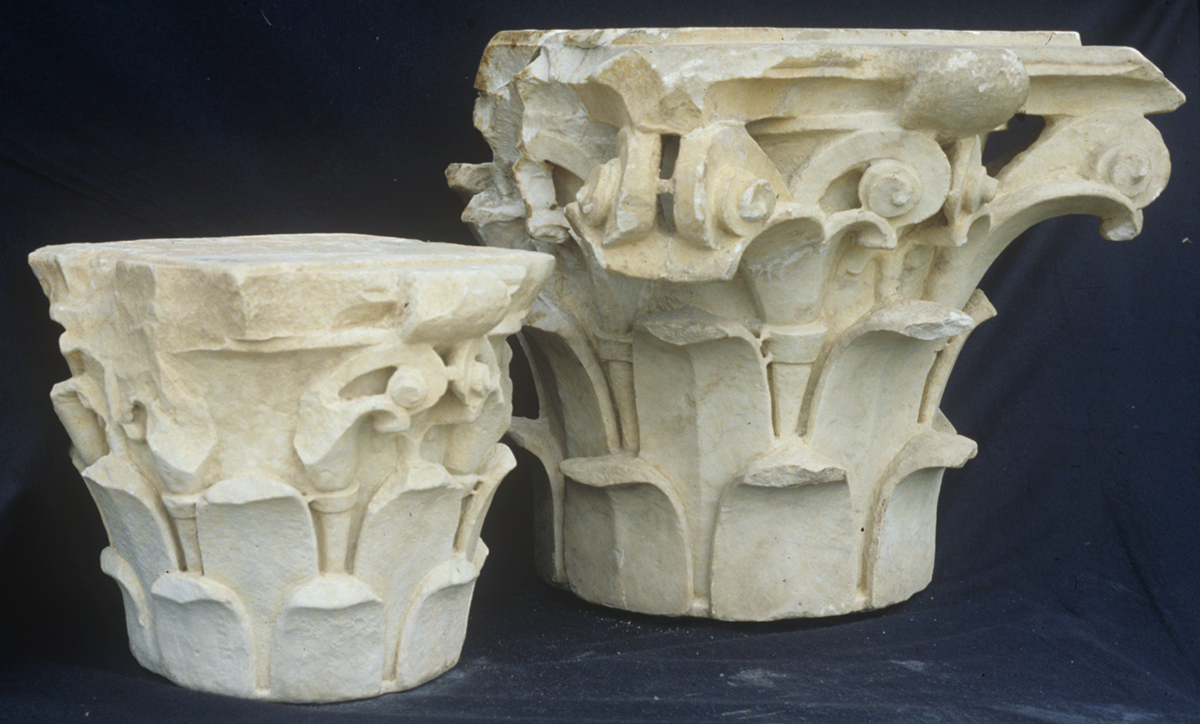
Particolare dei capitelli
museo civico archeologico "Ubaldo Formentini" della Spezia

La parte meglio conservata è il calidarium dell'impianto termale, con il suo sistema di riscaldamento costituito da un forno a legna posto sotto al pavimento da cui si diparte un condotto per l'aria calda che permetteva di scaldare l'intero locale oltre che l'acqua della vasca. 

La vasca è rivestita da uno strato di intonaco impermeabile e sul suo fondo è dipinta di color turchese per ottenere l'effetto dell'acqua del mare. 
Un bollo circolare sui mattoni del soffitto del calidario reca il capricorno di C.Iulius Antimachus e questo documento consente di collocare la datazione di questa parte dell'edificio alla fine del I secolo d.C.. 
Probabilmente esisteva una terrazza porticata delle cui colonne cui sono conservati due capitelli corinzi. 

La ricchezza di questa villa della prima età imperiale è ulteriormente testimoniata dai frammenti di intonaci dipinti con immagini vegetali, floreali e maschere teatrali.